# Заслуженный артист Армянской ССР
Заслуженный артист Армянской  ССР (арм. Հայկական ԽՍՀ վաստակավոր արտիստ) — почётное звание, присваивалось Президиумом Верховного Совета Армянской ССР и являлось одной из форм признания государством и обществом заслуг отличившихся граждан. Учреждено 3 октября 1931 года.
Присваивалось выдающимся деятелям искусства, особо отличившимся в деле развития театра, музыки, кино, цирка, режиссёрам, композиторам, дирижёрам, концертмейстерам, художественным руководителям музыкальных, хоровых, танцевальных и других коллективов, другим творческим работникам, музыкантам-исполнителям за высокое мастерство, и содействие развитию искусства.
Следующей степенью признания было присвоение звания «Народный артист Армянской ССР», затем «Народный артист СССР».
Начиная с 1919 и до указа 1931 года присваивалось звание «Заслуженный артист Республики». Присваивалось оно коллегиями Наркомпроса республик, приказами наркомов просвещения, исполкомами областных и краевых советов.
Первым награждённым в 1932 году был Джанан (Джананян), Никита Миронович - актёр.
Последним награждённым этим почётным званием в 1985 году был Папикян, Омар Иванович - тромбонист.
С распадом Советского Союза в  Армении звание «Заслуженный артист Армянской ССР» было заменено званием «Заслуженный артист Армении», при этом учитывая заслуги граждан Республики Армения, награждённых государственными наградами бывших СССР и Армянской ССР, за ними сохранились права и обязанности, предусмотренные законодательством бывших СССР и Армянской ССР о наградах.